# Topsalaris
Een topsalaris is een zeer hoog salaris. In Nederland spreekt men van een topsalaris als dat hoger is dan het salaris van de minister-president, ook wel de balkenendenorm genoemd. Deze balkenendenorm wordt soms als rekeneenheid gebruikt, als het gaat om salarissen in het bedrijfsleven.

## Topsalarissen in de praktijk

### Bedrijfsleven
Veel directieleden van grote en middelgrote ondernemingen ontvangen hoge salarissen. Grofweg geldt dat de grootste ondernemingen de hoogste salarissen aan hun bestuurders betalen.

### Financiële sector
Effectenhandelaren voor banken en handelshuizen op de effectenbeurs ontvangen bij een goed resultaat doorgaans bonussen die het veelvoud zijn van hun jaarsalaris. Hiermee verdienen de relatief jonge traders doorgaans royaal meer dan de minister-president. Ook meer ervaren werknemers die zich bezighouden met investment banking, kunnen rekenen op salarissen die hoger liggen dan dat van de minister-president.

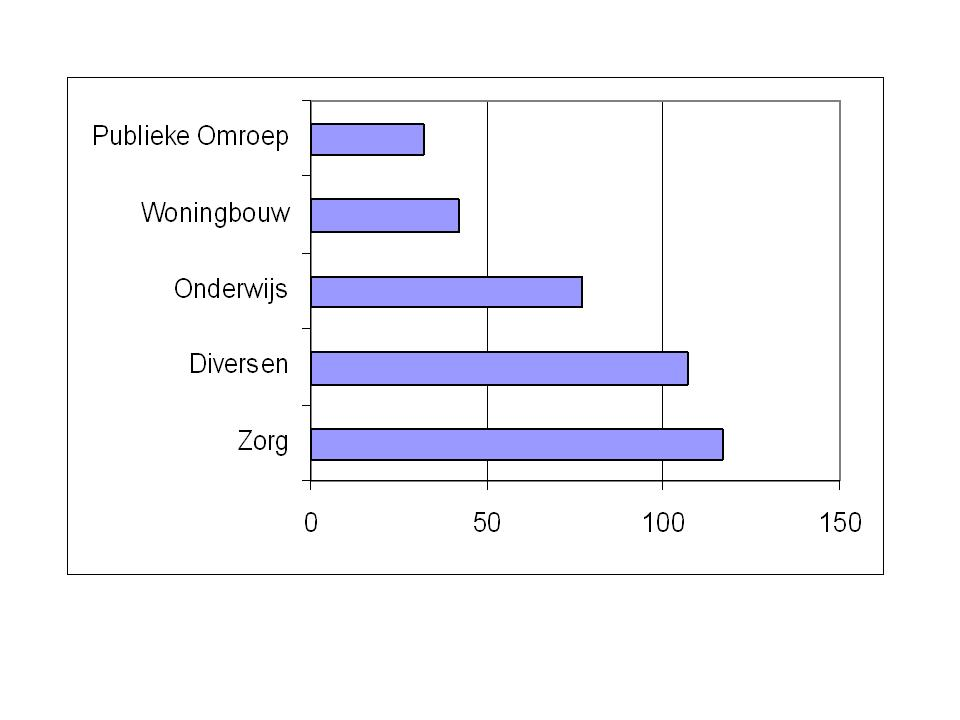
Topverdieners bij (semi)overheid 2005

### (Semi)overheid
In Nederland blijken meerdere bestuurders en andere werknemers van organisaties die uit publieke middelen worden gefinancierd, zoals omroepverenigingen, ziekenhuizen, woningbouwverenigingen en universiteiten, meer te verdienen dan de minister-president. Volgens een rapportage van het Ministerie van Binnenlandse Zaken van 5 december 2006 waren er meer dan duizend van deze functionarissen waarvan het salaris over 2005 hoger was dan het gemiddelde jaarloon van een minister (€158.000) Het gemiddelde jaarloon van deze werknemers was €180.783. Bestuurders van commerciële ondernemingen waarvan alle aandelen in handen van de overheid zijn, zoals De Nederlandsche Bank en nutsbedrijven, zijn hierbij niet meegerekend. Afgezien van ontslagvergoedingen en extra pensioenstortingen gaat het om iets minder dan duizend personen, waarvan bijna zeshonderd medisch specialisten in academische ziekenhuizen. De grafiek geeft de verdeling van de overige topverdieners over de verschillende sectoren aan.

### Media
De concurrentie tussen omroepen heeft geleid tot betaling van topsalarissen aan populaire radio- en tv-persoonlijkheden.

## Redenen voor topsalarissen
Er worden verschillende redenen aangevoerd voor het bestaan van topsalarissen, bijvoorbeeld:
Wet van vraag en aanbod: "Sommige mensen hebben nu eenmaal bijzondere talenten; mensen met die talenten zijn schaars en kunnen daardoor een hoger salaris bedingen van de werkgever."
Vergoeding van inspanning: "Topfunctionarissen maken werkweken van tachtig uur per week of meer, en per uur berekend is hun salaris dus helemaal niet zo hoog."
Oldboysnetwerk: "De hoge salarissen hebben niets met inspanning of prestaties te maken; de hoge heren spelen elkaar gewoon de mooie baantjes toe."
Prestige van de onderneming: "Een onderneming die een topsalaris aan zijn directeuren kan betalen geeft daarmee een mooi visitekaartje af."
Goede taakvervulling: "Het salaris van een topfunctionaris moet zo hoog zijn dat hij of zij niet vatbaar is voor corruptie en geen tijd hoeft te besteden aan nevenwerkzaamheden of besparing op persoonlijke uitgaven."
Risico: "Wanneer een onderneming in zwaar water terechtkomt of een schandaal zich ontvouwt, wordt de bestuurder altijd verantwoordelijk gehouden. Omdat dit risico zo groot is (persoonlijke aansprakelijkheid, reputatiebeschadiging) wil een bestuurder daar ook goed voor betaald krijgen."
Evenwichtige salarisopbouw: "In hiërarchische organisaties moet het salaris van een chef hoger zijn dan dat van een ondergeschikte. De hoogste man of vrouw in een grote organisatie moet alleen daarom al een topsalaris krijgen."

## Opbouw van het topsalaris
Een topsalaris kan naast salaris bestaan uit een bonus en een bijdrage aan een pensioenregeling. Directieleden van beursgenoteerde ondernemingen krijgen ook vaak een betaling in de vorm van opties op aandelen.

## Politiek en topsalaris
In Nederland bestaat discussie over de topsalarissen, vooral wanneer deze worden betaald uit de publieke middelen. De ontvangers van topsalarissen kunnen worden getroffen door openbaarmaking. Er zijn echter aanwijzingen dat openbaarmaking juist tot verhoging van topsalarissen heeft geleid.